# Stari Grad
För andra betydelser, se Stari Grad (olika betydelser).
Stari Grad är en stad och turistort på den kroatiska ön Hvar i landsdelen Dalmatien. Staden har 2 817 invånare, men många fler vistas i staden på somrarna då den är en känd turistort. 

## Historia
Stari Grad är den äldsta orten på ön Hvar då den har anor från en grekisk kolonisation på 300-talet före kristus, då den var känd under namnet Pharos. Arkeologiska rester av den grekiska bosättningen finns kvar strax utanför centrum. Tidigt under Venedigs styre under medeltiden flyttades öns administrativa centrum från Stari Grad till staden Hvar. Stari Grad betyder den gamla staden.

## Stari Grads slättland
Området mellan staden Stari Grad i väster och Jelsa samt Vrboska kallas Stari Grads slättland. Området är sedan år 2008 ett världsarv.

## Kända personer
- Petar Hektorović